# Kirche St. Sebastian (Neuhausen)

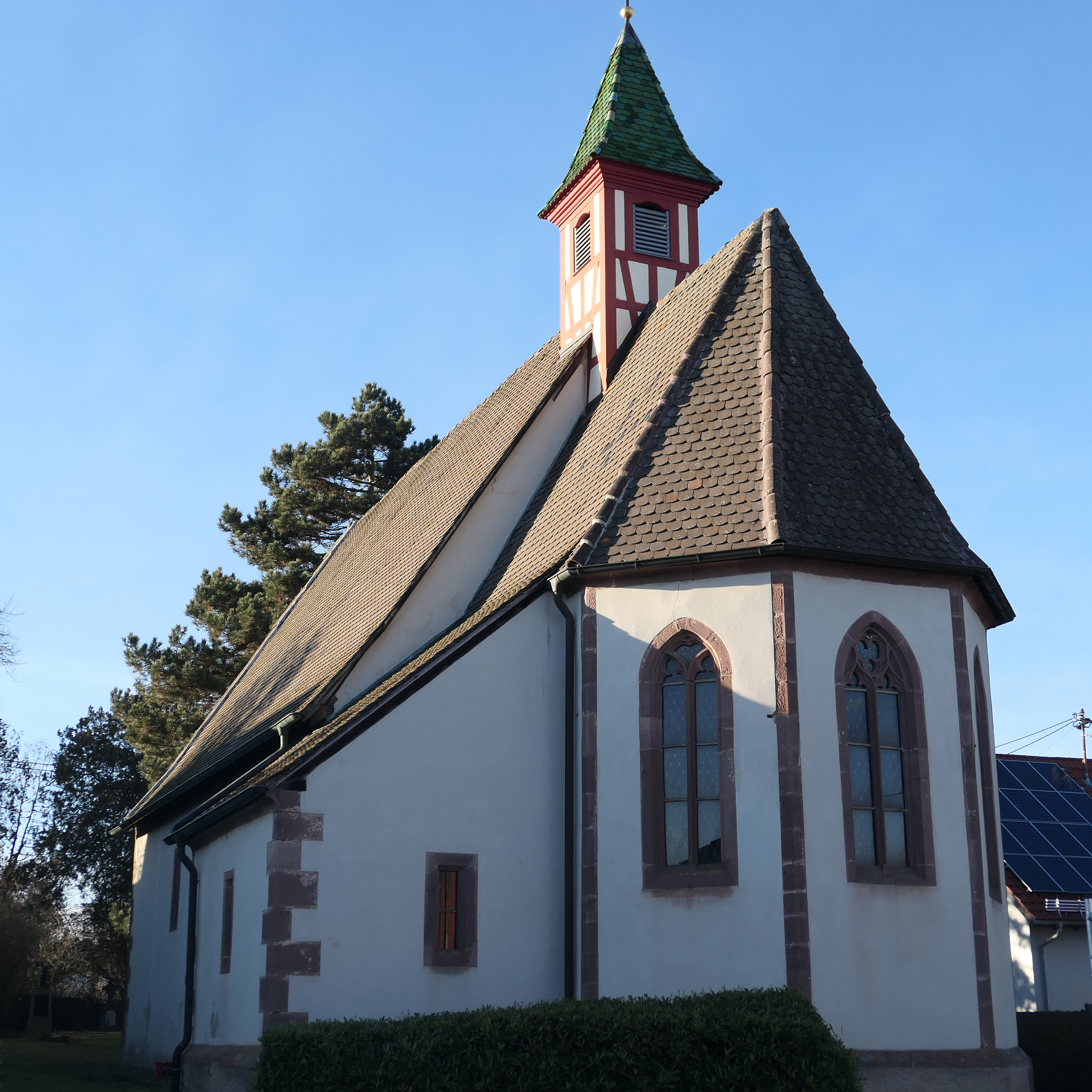
St. Sebastian, Chor

Die Kapelle und Kirche St. Sebastian steht in der Gemeinde Neuhausen im Enzkreis in Baden-Württemberg.
1475 erbauten Bürger von Neuhausen die Kirche als Friedhofskapelle. Die Innenausstattung ist nahezu unverändert aus der Entstehungszeit. Ein längsrechteckiges, saalartiges Schiff schließt an einen gewölbten Chor an. Südöstlich zwischen Chor und Schiff befindet sich die Sakristei. Die Kapelle ist täglich geöffnet und gehört zum Kapellenweg durch das Biet.

## Geschichte
Da der bestehende Friedhof um die Pfarrkirche St. Urban und Vitus nicht mehr ausreichte, wurde eine Neuanlage am damaligen Ortsrand notwendig. Der Titelheilige St. Sebastian, Schutzpatron gegen die Pest, wurde als Gelöbnis zur Abwehr der Pest gewählt. Das Langhaus, der Chor und der zentrale Dachreiter sowie Reste der Kirchhofumfriedung bestimmen noch heute das klare Außenbild. Im Innern wird spätmittelalterliche Kunst in Form und Farbe in meisterhafter Ausführung präsentiert. Der spätgotische Bau ist als ländliches Gegenstück zur Pfarrkirche anzusehen. Besonders hervorzuheben sind die drei Altäre. Beim Hochaltar handelt es sich um einen Schreinaltar aus der Erbauungszeit. Auf der Vorderseite findet sich eine Abbildung von Christus unter seinen Aposteln. Der linke Seitenaltar (Annenaltar) besitzt als einziger noch seine Altarflügel und zeigt die Heilige Anna zwischen den Heiligen Josef und Joachim. Der rechte Seitenaltar ist dem Heiligen Blasius gewidmet, außerdem sind hier die Heiligen Martin und Georg vertreten.

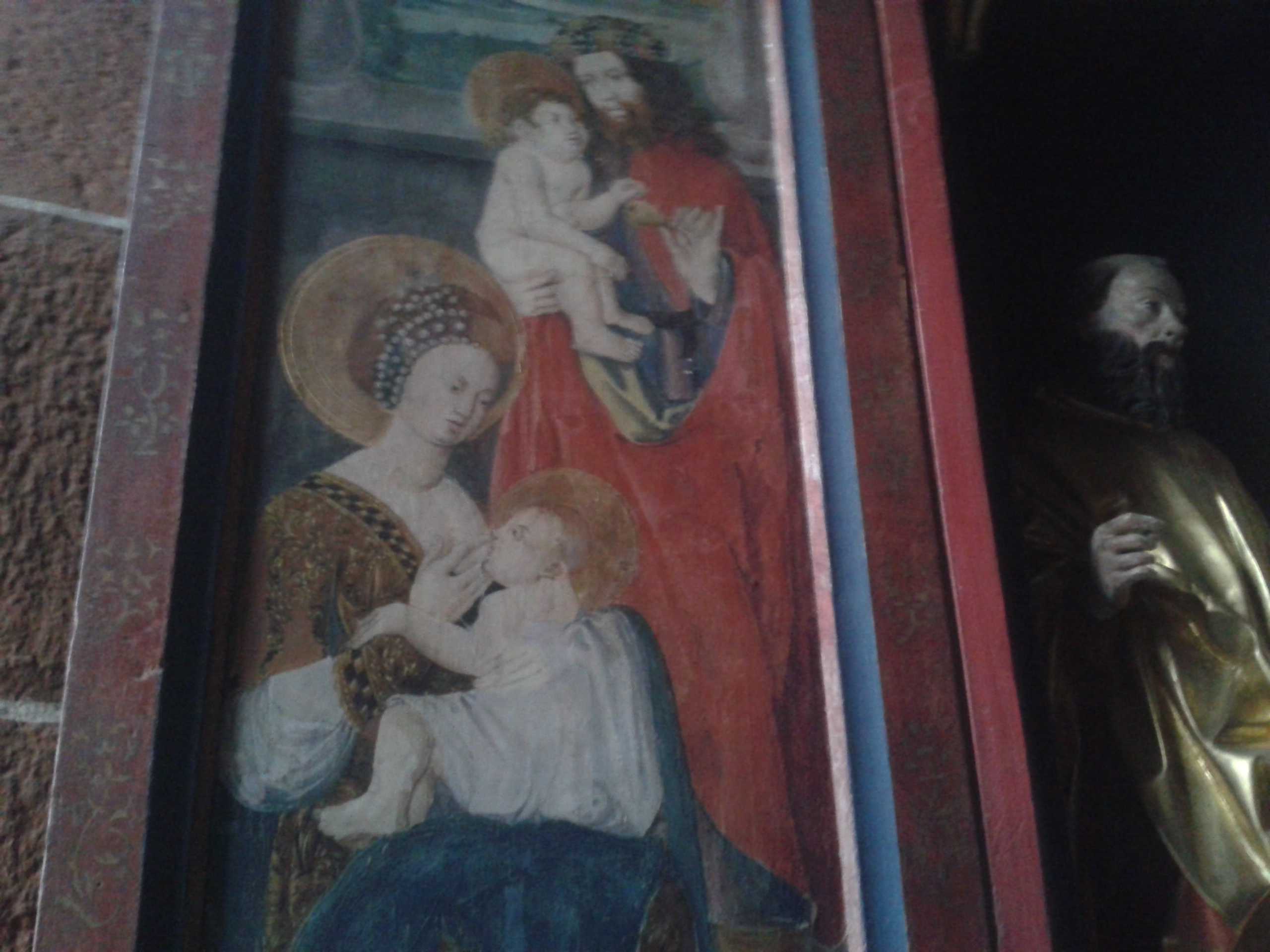
Annenaltar Altarflügel Detail
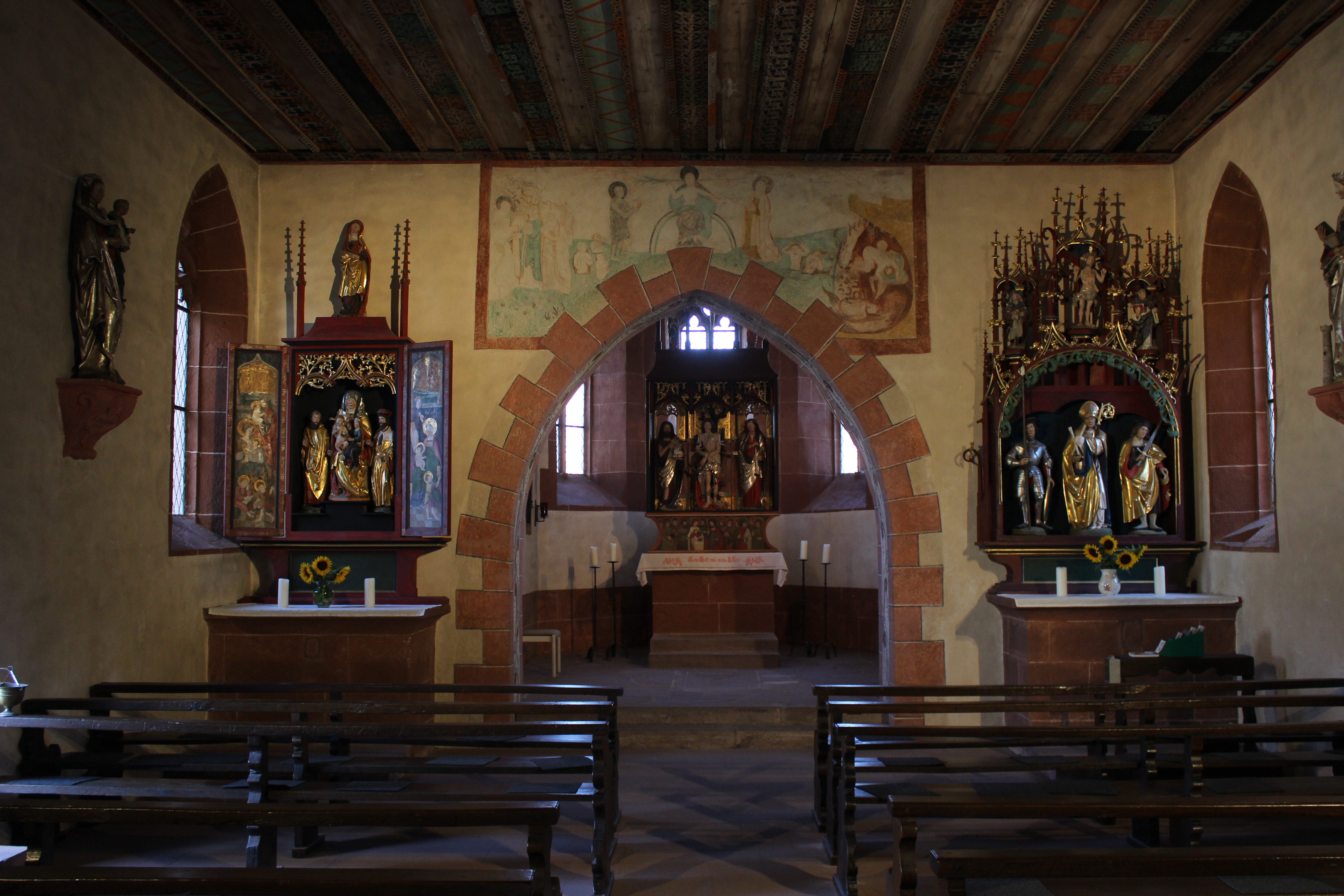
Altäre Triumphbogen
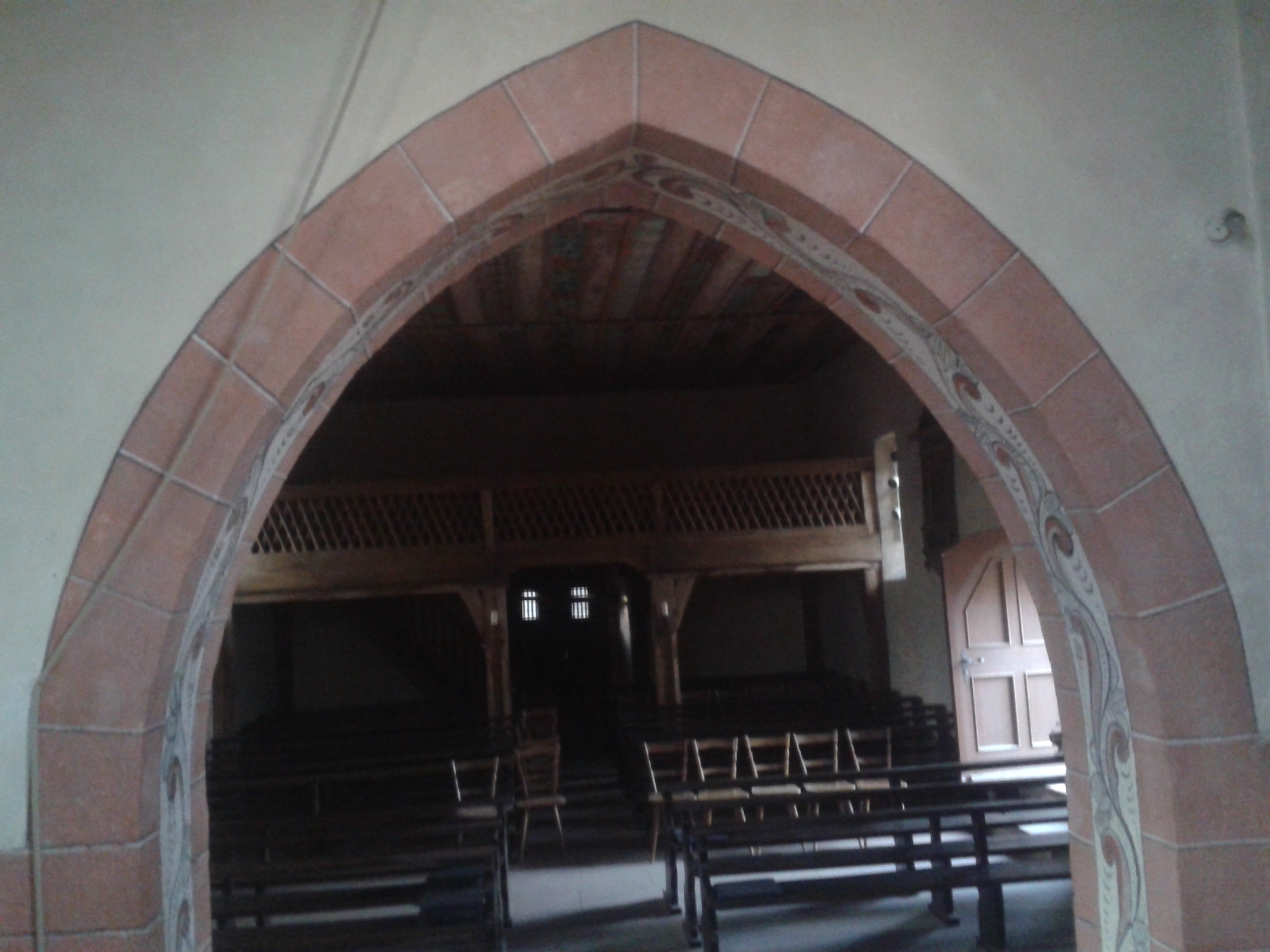
Chorbogen Blick zum Schiff
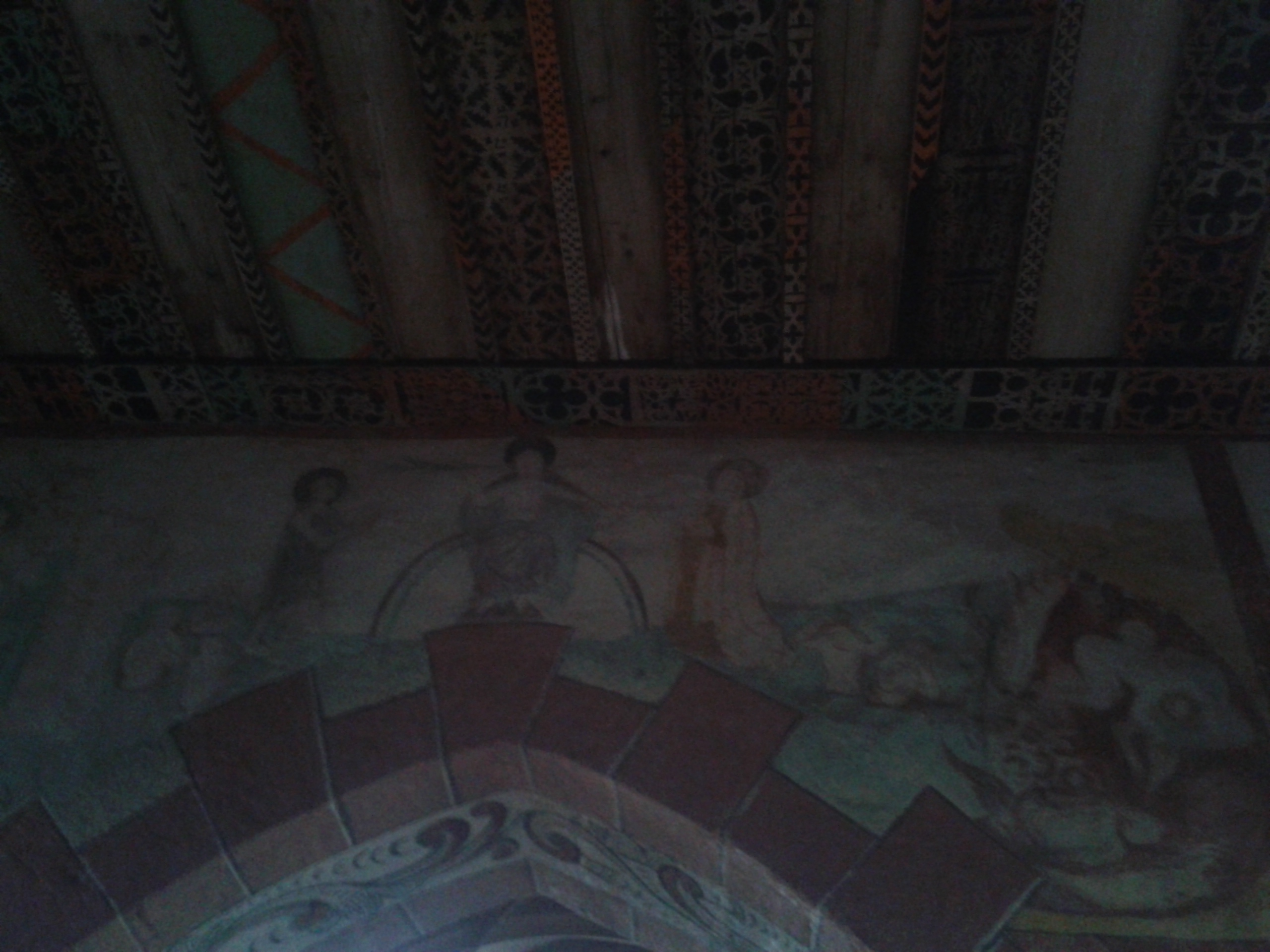
Deesis Decke Schablonenmalerei
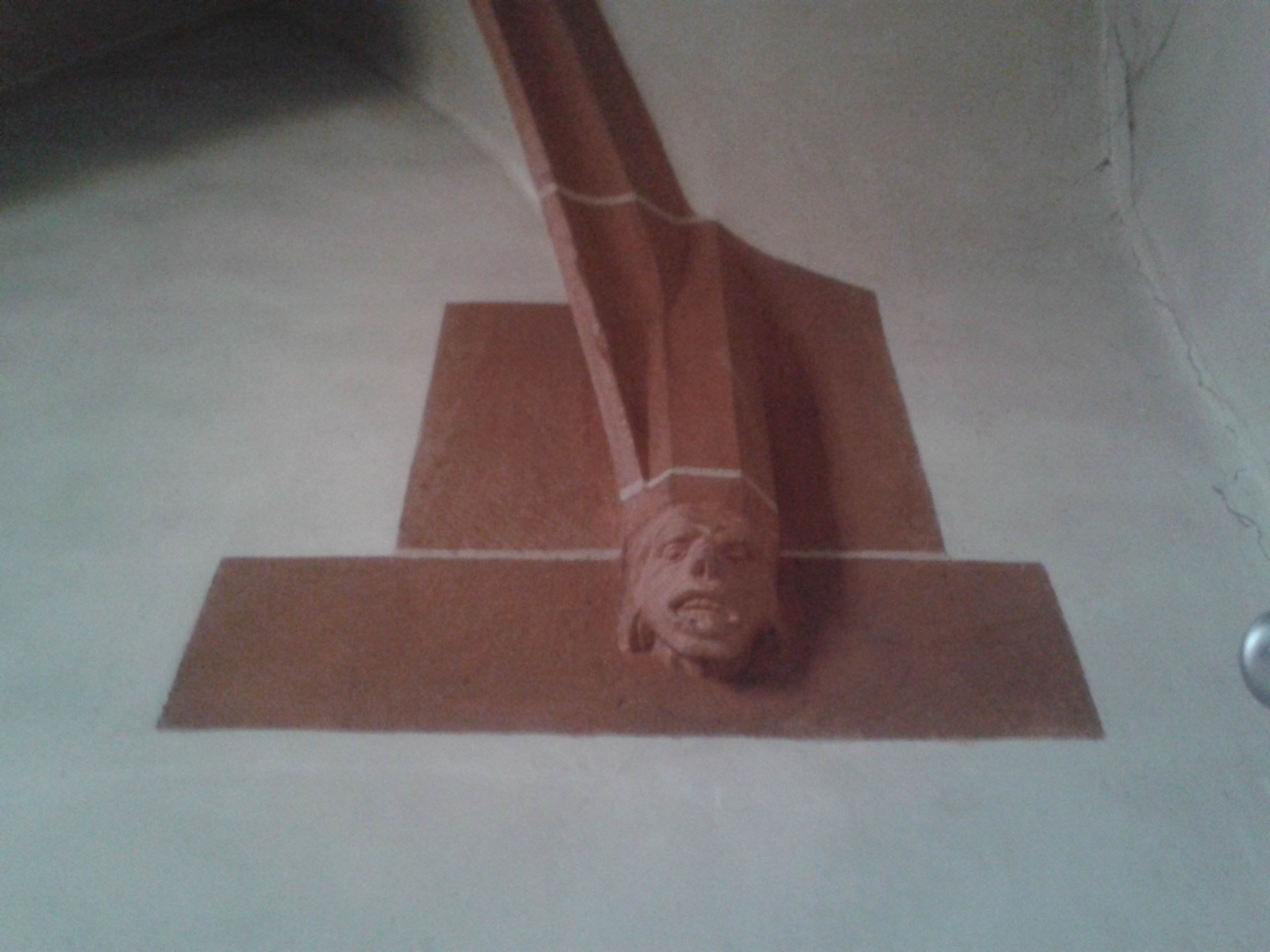
Chor Maskenkopf als Konsolfigur
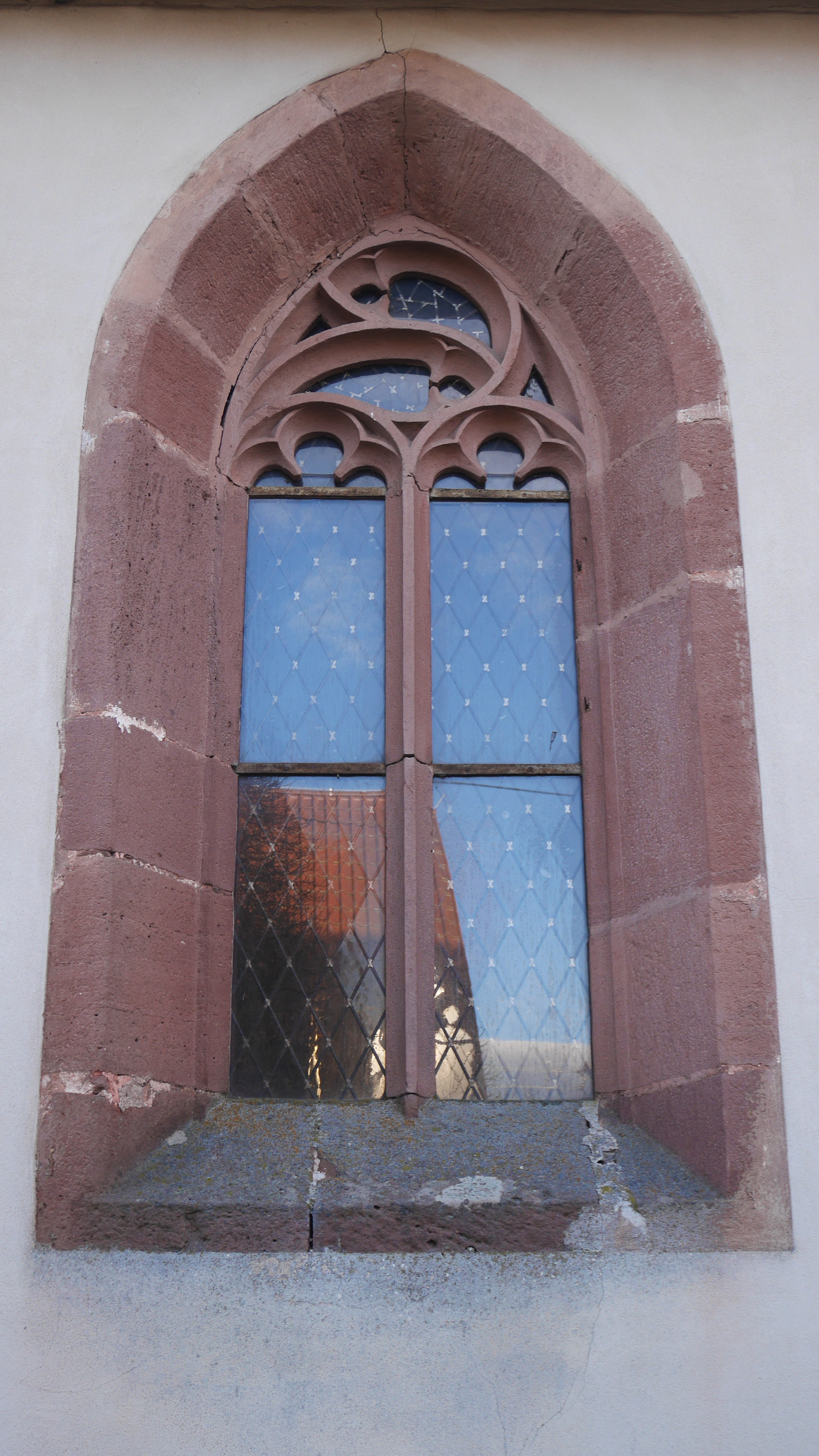
Maßwerk Nordfenster Fischblase
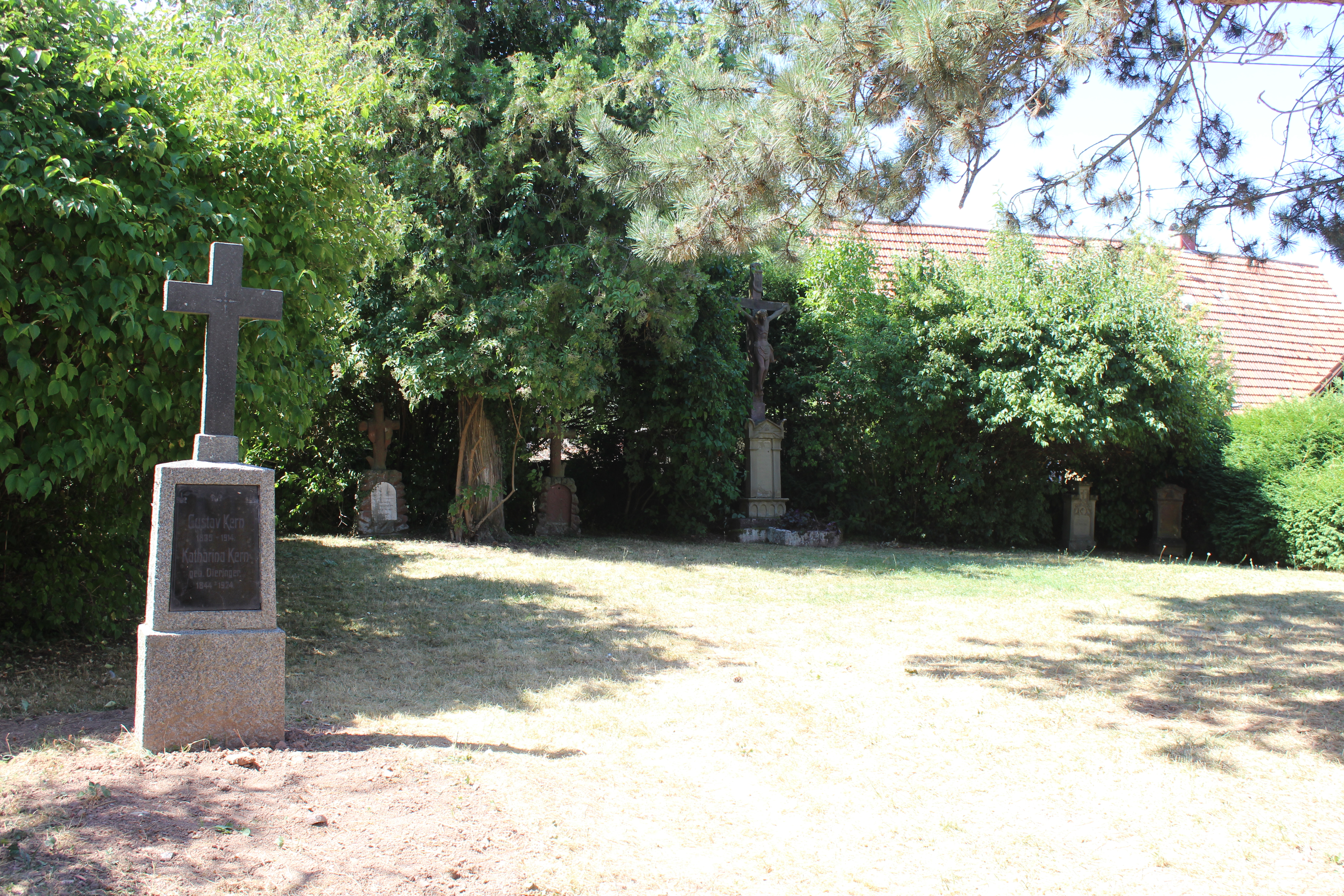
Alter Friedhof hinter der Kapelle